# Them Never Know Natty Dread Have Him Credential
Them Never Know Natty Dread Have Him Credential – czwarty album studyjny Don Carlosa, jamajskiego wykonawcy muzyki roots reggae.
Płyta została wydana w roku 1982 przez niewielką wytwórnię Josepha "Jo Jo" Hoo Kima Hit Bound Records. Nagrania zarejestrowane zostały w należącym do niego studiu Channel One w Kingston. Ich współprodukcją zajął się również Winston "Niney The Observer" Holness. Don Carlosowi akompaniowali muzycy sesyjni z zespołu The Roots Radics Band. W roku 1995 nakładem Channel One Records ukazała się reedycja albumu na płycie CD.

## Lista utworów

### Strona A
1. "Natty Dread Have Him Credential"
2. "Ginalship"
3. "Come In Girl"
4. "Ride On Christine"
5. "Jamaican Woman"

### Strona B
1. "Dice Cup"
2. "Rain All Night"
3. "Hog & Goat"
4. "Oh Girl"
5. "Untrue Girl"

## Muzycy
- Dwight "Brother Dee" Pinkney - gitara
- Eric "Bingy Bunny" Lamont - gitara rytmiczna
- Errol "Flabba" Holt - gitara basowa
- Lincoln "Style" Scott - perkusja
- Christopher "Sky Juice" Blake - perkusja
- Wycliffe "Steely" Johnson - fortepian
- Ronald "Nambo" Robinson - puzon
- David Madden - trąbka
- Dean Fraser - saksofon
- Felix "Deadly Headley" Bennett - saksofon
- Alric "Goldielocks" Lansfield - chórki